# Den Namnlösa Kontinenten
Den Namnlösa Kontinenten är en fiktiv kontinent skapad av Terry Pratchett.

## Geografi
På den Namnlösa Kontinenten ligger bland annat Ankh-Morpork, Lanker, Überwald och Rammtopparna. En stor del av handlingen i böckerna utspelar sig där. Den Namnlösa Kontinentens största stad är Ankh-Morpork. Lanker tar upp en stor del av kontinentens yta. Större delen av alla dvärgar bor på den kontinenten, särskilt i Überwald, men i andra hand Ankh-Morpork. 

## Länder och städer

### Länder
- Lanker[1]
- Überwald[2]
- Zlobenia

### Städer
- Ankh-Morpork[1]
- Lankerstad[1]
- Quirm[3]
- Pseudopolis
- Rigour

### Andra platser
- Rammtopparna[3]
- Kritmarkerna[4]